# Весна Ривас
Весна Чавић Пајић (Београд, 23. август 1965) српска је певачица, телевизијска личност и астролог.

## Биографија
Весна Ривас рођена је 23. августа 1965. у Београду, као једина кћерка Милијане Лазаревић и Николе Чавића- Као дете се бавила бројним активностима као што су уметничко клизање, ритмичка гимнастика, рукомет, фолклор и модеран плес. Због инсистирања свог оца који се противио да се бави певањем и глумом, Весна је завршила Трговину и Вишу трговачку школу. Своју музичку каријеру започиње 1997. након смрти свога оца када објављује свој дебитантски албум Два срца у сарадњи са продукцијском кућом ПГП РТС.
Своје ријалити учешће започела је у ријалити-шоуу Фарма, након чега започиње учешће у ријалитију Парови.

## Дискографија
- Два срца (1997)
- Ти си тај (1998)
- Сто људи сто ћуди (1999)
- Куцни у дрво (2000)
- Леба сира и кромпира (2001)
- Лепо ми стојиш (2002)
- За живот требаш ми (2008)
- Бећаруша (2010)
- Ти си моја грешка (2011)
- Нека пије (2011)
- Дај ми дан (2013)